# Ladbrokes
Ladbrokes plc ist ein Unternehmen aus dem Vereinigten Königreich mit Firmensitz im Stadtteil Rayners Lane in Harrow. Das Unternehmen ist im FTSE 250 Index gelistet und war zuvor bis Juni 2006 im FTSE 100 Aktienindex gelistet.
Ladbrokes ist der größte Wettanbieter aus dem Vereinigten Königreich und der größte Buchmacher weltweit. Ladbrokes hat über 2.700 Buchmachergeschäfte im Vereinigten Königreich, in Irland und in Belgien.
Das Online-Angebot des Unternehmens umfasst in zahlreichen Ländern sowohl Sportwetten und andere Wettangebote als auch Poker, Casino und Online-Spiele.

## Geschichte

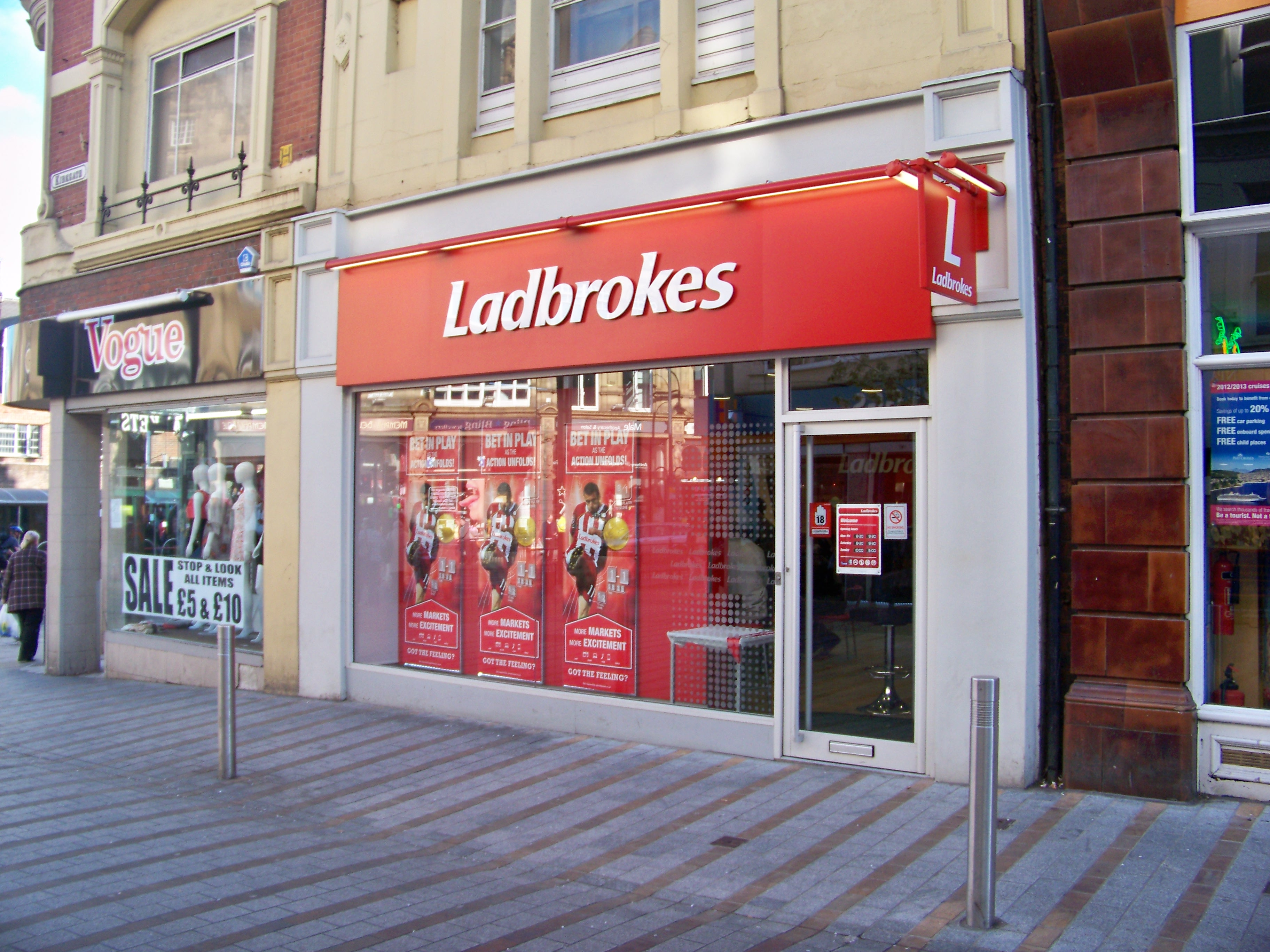
Ladbrokes, Leeds

Das Unternehmen wurde 1886 von den Geschäftsleuten Schwind und Pendleton in Ladbroke Hall in Worcestershire gegründet. Der Name Ladbrokes wurde 1902 übernommen.
1956 übernahmen Cyril Stein und Max Parker das Unternehmen. Als die britische Regierung 1961 Wettgeschäfte legalisierte, nutzte Stein dies zu seinem Vorteil und etablierte eine Wettgeschäfte-Kette. 1967 wurde Stein Vorsitzender des Unternehmens und brachte es an die Londoner Börse.
Mit dem Kauf von La Tiercé SA expandierte Ladbrokes 1984 nach Belgien. Neben weiteren Käufen in den 80er Jahren wurde 1989 das Unternehmen Vernons erworben, das 1925 gegründet wurde. 2005 wurde es an Sportech verkauft.
Zwischen 1999 und 2006 gehörte zum Unternehmen Ladbrokes ein großer Hotelgeschäftsbereich, inklusive der Vermarktung der Hotelmarke Hilton Hotels außerhalb der Vereinigten Staaten. Vom 14. Mai 1999 bis zum 23. Februar 2006 hatte das Unternehmen den Firmennamen Hilton Group plc, danach etablierte sich Ladbrokes plc.
Am 24. Juli 2015 gab man die Fusion mit Gala Coral bekannt.

## Aktivitäten
Ladbrokes nutzt das OpenBet-System des Unternehmens Orbis Technology. Das Unternehmen besitzt und betreibt zwei Stadien für Windhundrennen in Crayford und Monmore. Es war als Sponsor der PDC Dart-Weltmeisterschaft von 2003 bis 2014 tätig.
Als erster Wettanbieter bietet Ladbrokes seit Juni 2008 eine Kundenkarte an, Odds ON!. Kunden erhalten mit dieser Karte über ein Punktesystem Gratiswetten. Die Karte kann nur in Ladbrokes-Geschäften genutzt werden.